# Henrik Pontoppidan
Henrik Pontoppidan (Fredericia, Dánia, 1857. július 24. – Charlottenlund, Dánia, 1943. augusztus 21.) Nobel-díjas dán író, „széles társadalomábrázoló, a nagy elbeszélők, Fielding, Balzac vagy Gogol fajtájából.”

## Élete és munkássága
Sokgyermekes jütlandi lelkészcsaládban született. 1863-ban, hatéves korában élte át a porosz-osztrák hadsereg invázióját. Tizenhét évesen Koppenhágába ment műszaki főiskolára. Egy Svájcban tett nyári utazást követően kezdett el írni, abbahagyta mérnöki tanulmányait és 1910-ig népiskolai tanítóként dolgozott. Első könyvét 1881-ben adták ki, ugyanebben az évben nősült meg, és ezt követően az írásaiból élt. 1888-ban ez a házasság végetért, majd 1892-ben Pontoppidan másodszor is megnősült. Második házasságából két gyermeke született.
Munkásságának első szakaszát az éles társadalomkritika jellemzi. Elbeszéléseiben szakított a parasztság idealizált ábrázolásával. Fő művének három regényciklusát tartják, amelyeket a balzaci és zolai hagyományok szellemében írt. A főhős sorsán keresztül Dániát ábrázolja az iparosodás, kulturális változások és ébredő forradalmi mozgalmak korszakában. Az 1891-1895 között megjelent Det forjættede Land (Az ígéret földje) egy idealista portréja, akinek az az álma, hogy vidéki lelkész legyen, ez az álom azonban kiábránduláshoz vezet. Talán legismertebb műve a nyolckötetes, részben önéletrajzi jellegű Lykke-Per (Szerencsés Péter), amelynek hőse szakít vallásos családjával, hogy mérnök legyen. Sikerének csúcsán azonban feladja karrierjét és visszatér a hagyományos keresztény élethez. A keserű hangú De dødes Rige (A halottak országa ) pesszimista képet fest a dán társadalomról a demokrácia 1901-es látszatgyőzelme után.

## Művei
- Stækkede Vinger, 1881
- Sandinge Menighed, 1883
- Landsbybilleder, 1883
- Ung Elskov : idyl, 1885
- Mimoser : Et Familjeliv, 1886
- Fra Hytterne : Nye Landsbybilleder, 1887
- Isbjørnen : Et Portræt, 1887
- Spøgelser, 1888
- Krøniker, 1890
- Natur : To smaa Romaner, 1890
- Skyer : Skildringer fra Provisoriernes Dage, 1890
- Muld : Et Tidsbillede, 1891
- Det forjættede Land : Et Tidsbillede, 1892
- Minder, 1893
- Nattevagt, 1894
- Dommens Dag : Et Tidsbillede, 1895
- Højsang : Skildring fra Alfarvej, 1896
- Kirkeskuden : En Fortælling, 1897
- Lykke–Per : Hans Ungdom, 1898
- Lykke–Per finder Skatten, 1898
- Lykke–Per : Hans Kærlighed, 1899
- Lykke–Per i det Fremmede, 1899
- Lykke–Per : Hans store Værk, 1901
- Lykke–Per og hans Kæreste. – De vilde Fugle. Et Skuespil, 1902
- Lykke–Per : Hans Rejse til Amerika, 1903
- Lykke–Per : Hans sidste Kamp, 1904
- Borgmester Hoeck og Hustru : Et Dobbeltportræt, 1905
- Asgaardsrejen : Et Skuespil, 1906
- Hans Kvast og Melusine, 1907
- Den kongelige Gæst, 1908
- Torben og Jytte, 1912
- Storeholt, 1913
- Toldere og Syndere, 1914
- Enslevs Død, 1915
- Favsingholm, 1916
- Et Kærlighedseventyr, 1918
- En Vinterrejse : Nogle Dagbogsblade, 1920
- Mands Himmerig, 1927
- Drengeaar, 1933
- Hamskifte, 1936
- Arv og Gæld, 1938
- Familjeliv, 1940
- Undervejs til mig selv : Et Tilbageblik, 1943

## Magyarul
- Mártha, az ördög leánya; ford. Schöpflin Aladár; Athenaeum, Bp., 1919 (Korunk mesterei)
- Szerencsés Péter. Regény, 1-2.; ford. Hajdu Henrik; Dick, Bp., 1928., 1959.
- Thora van Deken; ford. Hajdu Henrik; Pantheon, Bp., 1929
- Az ígéret földje; ford. Hajdu Henrik, bev. Bóka László; Táncsics, Bp., 1961 (Táncsics könyvtár)
- A halottak országa; ford. Hajdu Henrik; Európa, Bp., 1966